# Khổng (họ)
Khổng (chữ Hán: 孔, Bính âm: Kong) là một họ của Trung Quốc. Họ Khổng đã xuất hiện ở Việt Nam từ lâu đời nhưng không phổ biến. Ở Trung Quốc họ này đứng thứ 25 trong danh sách Bách gia tính, về mức độ phổ biến, thống kê dân số năm 2007 cho thấy người mang họ Khổng đông thứ 98 ở Trung Quốc. Họ này còn xuất hiện ở Triều Tiên nhưng không phổ biến (Hangul: 공, Romaja quốc ngữ: Gong). Họ này có nguồn gốc từ thời Xuân Thu ở nước Tống, người nổi tiếng nhất của họ Khổng là Khổng Tử, tên thật là Khổng Khâu, hiện nay ở Khúc Phụ vẫn còn tồn tại những người mang họ Khổng là con cháu nhiều đời của Khổng Tử.

## Người Trung Quốc họ Khổng nổi tiếng
- Khổng Phụ Gia tổ 6 đời Khổng Tử
- Khổng Tử, nhà tư tưởng thời Xuân Thu, người sáng lập Nho giáo
- Khổng Cấp tự Tử Tư, cháu nội đức Khổng Tử, thầy dạy của Mạnh Tử
- Khổng Dung, nhà văn cuối thời Đông Hán, một trong Kiến An thất tử
- Khổng Dĩnh Đạt, học giả thời Đường Thái Tông
- Khổng Tường Hi, nhà kinh doanh Trung Quốc đầu thế kỷ XX, quan chức cao cấp trong chính quyền Tưởng Giới Thạch thời Trung Hoa Dân Quốc, chồng của Tống Ái Linh, chị cả trong Ba chị em họ Tống
- Khổng Lệnh Phức, tức tên thật của nữ diễn viên Hồng Kông Tạ Tuyết Tâm, hậu duệ đời thứ 76 của Khổng Tử
- Khổng Lệnh Huy, vận động viên bóng bàn Trung Quốc
- Khổng Thùy Nam, nam ca sĩ, diễn viên người Trung Quốc
- Khổng Tuyết Nhi, nữ ca sĩ, diễn viên người Trung Quốc
- Khổng Tiếu Ngâm, nữ ca sĩ, cựu thành viên SNH48

## Người Việt Nam họ Khổng nổi tiếng
- Khổng Chiêu, vị tướng nhà Đinh có công giúp Đinh Bộ Lĩnh đánh dẹp 12 sứ quân thế kỷ X.
- Khổng Minh Dụ, thiếu tướng Công an nhân dân Việt Nam
- Khổng Tú Quỳnh, ca sĩ, diễn viên.
- Khổng Đình Hùng, cầu thủ Đội tuyển Futsal Việt Nam, tham dự World Cup 2021.
- Khổng Thị Hằng, cầu thủ Đội tuyển Bóng đá nữ Quốc gia Việt Nam

## Người Triều Tiên họ Khổng nổi tiếng
- Minzy (tên thật: Kong Min Ji, Hán Việt: Khổng Mân Trí), nữ ca sĩ Hàn Quốc.
- Kong Yoo (tên thật: Kong Ji Cheol, Hán Việt: Khổng Địa Triết), nam diễn viên người Hàn Quốc
- Gong Hyo-jin (tên thật: Gong Hyo-jin, Hán Việt: Khổng Hiếu Trân), nữ diễn viên Hàn Quốc.
- Kong Hee-yong: vận động viên cầu lông Hàn Quốc. Cô dành được huy chương đồng ở nội dung Đôi nữ tại Olympic Tokyo 2020 cùng với Kim So-yeong.
- Gong Oh-kyun: cầu thủ bóng đá và huấn luyện viên Hàn Quốc.